# Calophyllum balansae
Calophyllum balansae är en tvåhjärtbladig växtart som beskrevs av Pitard. Calophyllum balansae ingår i släktet Calophyllum och familjen Calophyllaceae. Inga underarter finns listade i Catalogue of Life.